# Suze Randall

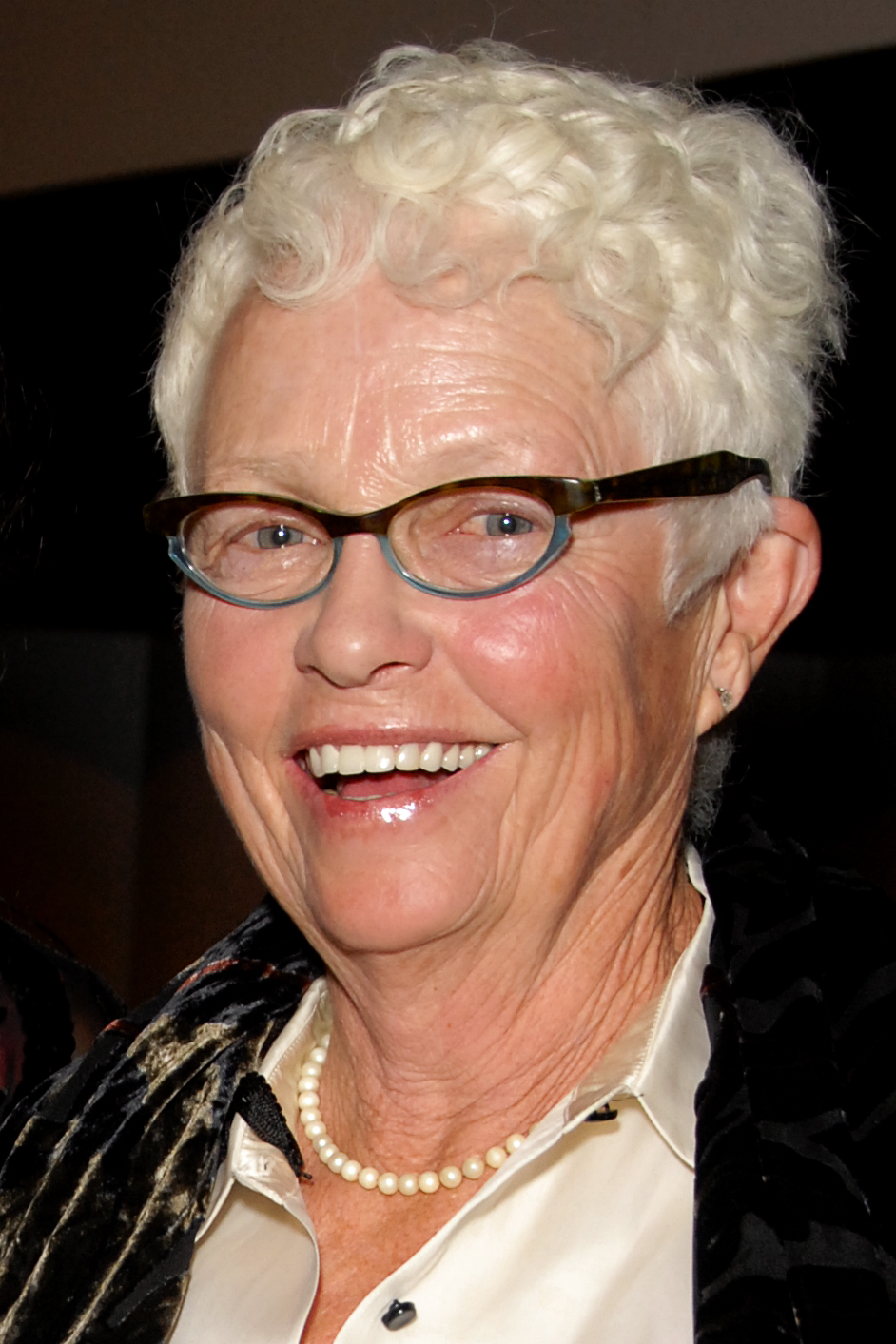
Suze Randall (2009)

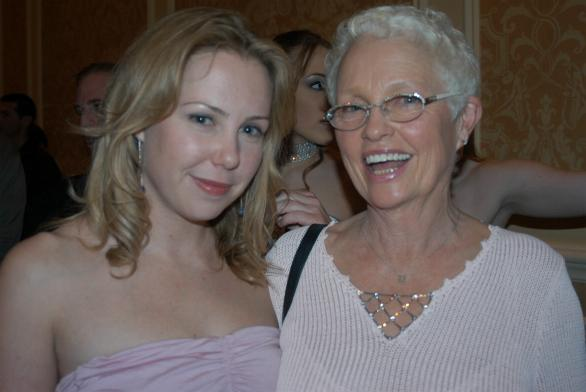
Suze Randall (rechts) mit ihrer Tochter Holly Randall (2005)

Suze Randall (* 18. Mai 1946 in Worcester, Großbritannien) ist seit den 1980er Jahren eine Erotik-Fotografin. Sie arbeitete unter anderem für Penthouse, Playboy und Hustler, aber auch für pornographische Werke.
Randall hat als Schauspielerin, Produzentin und vor allem als Regisseurin an vielen Filmen mitgewirkt. In den 1970er Jahren entdeckte sie das Pin-up-Modell Lillian Müller; die Aufnahmen wurden im August 1975 als Playmate of the Month veröffentlicht und 1976 zum Playmate of the Year gekürt. In den 2000ern hat die Autodidaktin insbesondere das Thema Bondage als Fotografin bearbeitet.
Randall betreibt in Los Angeles ein eigenes Fotostudio zusammen mit ihrer Tochter Holly Randall und dem Fotografen Thomas Rifter.
Suze Randalls Arbeit wird in der Literatur zur Aktfotografie kaum wahrgenommen, da sie nur wenige Bildbände veröffentlicht hat. Ihre Bedeutung wird im erfolgreichen Wechsel von der Rolle des Fotomodells vor der Kamera zu der einer Regisseurin, Fotografin und Produzentin hinter der Kamera gesehen; dieser Sprung gelingt nur sehr wenigen Pinup- und Erotikmodellen. Randall ist Mitglied der AVN Hall of Fame und der XRCO Hall of Fame.

## Veröffentlichungen
- Suze. Talmy Franklin, 1977, ISBN 0900735422
- Fetish divas. Marquis Ed., Solingen 2004, ISBN 3-934237-08-8

Randall hat daneben auch zahlreiche VHS- und DVD-Videos veröffentlicht: Addicted to Sex, Bra Bustin’ & Deep Thrustin’, Dark Side, Dear Celeste …, Exotically Erotic, Fuck Club, Hotel Bliss, I Love Lanny, Ladies in Lust, Love Between The Cheeks, Miss Passion & Love Bites, Sex on the Beach, Sinfully Sexy, Sky Foxes, Slut School, und Stud Hunters.
Darüber hinaus veröffentlicht Randall ihre Bilder auf einer eigenen Internetseite.